# Addieville
Addieville es una villa ubicada en el condado de Washington en el estado estadounidense de Illinois. En el Censo de 2010 tenía una población de 252 habitantes y una densidad poblacional de 92,4 personas por km².

## Geografía
Addieville se encuentra ubicada en las coordenadas 38°23′29″N 89°29′12″O / 38.39139, -89.48667. Según la Oficina del Censo de los Estados Unidos, Addieville tiene una superficie total de 2.73 km², de la cual 2.73 km² corresponden a tierra firme y (0%) 0 km² es agua.

## Demografía
Según el censo de 2010, había 252 personas residiendo en Addieville. La densidad de población era de 92,4 hab./km². De los 252 habitantes, Addieville estaba compuesto por el 100% blancos, el 0% eran afroamericanos, el 0% eran amerindios, el 0% eran asiáticos, el 0% eran isleños del Pacífico, el 0% eran de otras razas y el 0% pertenecían a dos o más razas. Del total de la población el 0% eran hispanos o latinos de cualquier raza.